# Rozvodna Dasný
Rozvodna Dasný (zkratkou DAS) se nachází na území města Hluboká nad Vltavou asi 5 km severozápadně od centra Českých Budějovic, v okrese České Budějovice v Jihočeském kraji. Je jednou ze tří uzlových rozvoden v Jihočeském kraji. Provozuje se v napěťových hladinách 400 a 110 kV.

## Význam
Rozvodna Dasný patří k nejvýznamnějším rozvodnám v Jihočeském kraji. Část 400 kV provozuje ČEPS, a.s, část 110 kV provozuje EG.D.

## Historie
Rozvodna byla založena v roce 1981 jako první rozvodna 400 kV v Jihočeském kraji. Do rozvodny byla postavena linka z rozvodny Chrást.

## Popis

### Napěťové hodnoty
Rozvodna je provozována v napěťových hodnotách 400 kV a 110 kV. Hladinou 400 kV jsou spojeny rozvodny Kočín a Slavětice. Hladinou 110 kV je pak spojena rozvodna Kočín.

### Transformátory
Transformace 400/110 kV je zajištěna dvěma třífázovými transformátory.

### Vedení
Do rozvodny jsou zaústěna následující vedení:

#### Vedení 400 kV – ZVN – zvláště vysoké napětí
- Dvojité vedení V474/V433 Kočín - Dasný/Dasný - Slavětice
- Jednoduché vedení V473 Kočín – Dasný

#### Vedení 110 kV - VVN - velmi vysoké napětí
- Dvojité vedení V1344/V1345 Kočín - Dasný